# Fernanda Porto
Fernanda Porto, o María Fernanda Dutra Clemente (Serra Negra, 31 de diciembre de 1965), es una cantante brasileña de drum 'n' bossa, un género que es la combinación de la música electrónica y la bossa nova.
Su canción «Sambassim», al lado del DJ Patife, se hizo popular en Brasil y en muchos países de Europa. DJ Marky lo remezcló más tarde. Otra canción remezclada fue «Só tinha de ser com você». Porto trabajó también con el productor estadounidense de música pop de Miami llamado Mark Holiday (también conocido como Trendsetter).

## Discografía
- Fernanda Porto (2002)
- Giramundo (2004)
- Ao vivo (en vivo, 2006)
- Auto-retrato (2009)
- Corpo elétrico e alma acústica (2020)

- Datos: Q5444550